# 珍子滿力
珍子滿力，原寫為珍仔滿力，是台灣宜蘭縣宜蘭市的一個傳統地域名稱，位於該市西南部。相較於今日行政區，其範圍大致包括進士里、擺厘里。

## 歷史
台灣清治末期，珍子滿力地區為一街庄，稱為「珍仔滿力庄」，隸屬於員山堡。該庄東北與壯一庄為鄰，東及南與四鬮庄為鄰，西南邊為吧荖鬱庄，西邊為外員山庄，北邊為金六結庄。
1901年（日治明治三十四年）11月，廢縣廳改設二十廳，該庄隸屬於宜蘭廳，編入第七區。1905年（明治三十八年）7月，第七區改名「外員山區」。1909年（明治四十二年）10月，合併二十廳為十二廳，該庄仍隸屬於宜蘭廳。1920年（大正九年），廢十二廳改設五州二廳，該庄改制並雅化為「珍子滿力」大字，隸屬於臺北州宜蘭郡員山庄，大字下有「珍子滿力」、「擺厘」小字名。1940年10月宜蘭街升格為宜蘭市，該大字併入宜蘭市。
戰後宜蘭市改制為縣轄市，隸屬於臺北縣，大字改制為里。1950年10月，北、基、宜分治，宜蘭市改隸屬於宜蘭縣。

## 聚落
本地區發展較早的聚落有珍仔滿力、擺厘、擺厘社等，在日治期初期的官方地圖上已有記載。

## 交通
鄉道宜17線（進士路）是宜蘭至水源地的道路，也是珍子滿力地區主要的縱向道路，大致以北北東—南南西走向轉東北—西南走向經過本地區。由該道路向北北東出境後可前往金六結、宜蘭市中心並止於省道台7線路口，向西南可前往吧荖鬱、深溝並止於省道台7線另一路口。
鄉道宜14線（嵐峰路二段～一段）是外員山至壯五的道路，也是珍子滿力地區北部主要的橫向道路，大致以西北西—東南東走向轉西北—東南走向再轉西南西—東北東走向蜿蜒經過本地區北部。由該道路向西北西可前往外員山並止於省道台7線路口，向東北東至三角轉南南東再轉東可前往壯四、壯五並止於鄉道宜9線路口。
鄉道宜16線（金山東路、南橋路）是外員山至東港的道路，也是珍子滿力地區南部主要的橫向道路，大致以西北—東南走向轉縱向經過本地區西南部。由該道路向西北可前往外員山並止於於省道台7線路口，向南轉東可前往四鬮、壯二南部、南興、霧罕並止於省道台2線高架橋下。

## 學校
- 蘭陽女中
- 育才國小

## 文化資產
- 開蘭進士楊士芳旗杆座（縣定古蹟）
- 蘭陽女中校門暨傳達室（縣定古蹟）